# Chiloscyllium plagiosum
La pintarroja colilarga de manchas blancas (Chiloscyllium plagiosum) es una especie de elasmobranquio orectolobiforme de la familia Hemiscylliidae.